# هناء بن عبد السلام
هناء بن عبد السلام هي عارضة أزياء تونسية ولدت في يوم 18 أكتوبر 1990 في مدينة نابل في تونس، عملت مع عدة مصممي أزياء مشهورين مثل جان بول غولتييه وفيفيان ويستوود وأوسكار دي لا رينتا وأنا سوي، أصبحت هناء أول مسلمة تكون الوجه الدعائي للانكوم وأول عربية تظهر في تقويم بيريلي.

## روابط خارجية
- هناء بن عبد السلام على موقع دليل عارضات الأزياء (الإنجليزية)